# Becoming Jane
Becoming Jane (bra: Amor e Inocência; prt: A Juventude de Jane) é um filme britano-irlando-estadunidense de 2007, do gênero drama romântico-biográfico, dirigido por Julian Jarrold sobre a juventude da autora britânica Jane Austen, com roteiro de Kevin Hood e Sarah Williams baseado no livro Becoming Jane Austen, de Jon Hunter Spence, e em cartas da própria Jane.

## Sinopse
O filme é sobre a biografia da escritora Jane Austen, e retrata o suposto romance de Jane com Thomas Lefroy, um advogado que fora obrigado por seu tio a ir passar um tempo com seus parentes. Com má fama, Lefroy conquista Jane, e Jane o conquista com seu jeito diferente de ser e de pensar. Jane sofre muito pelo amor que sente pelo Lefroy.
Após uma tentativa de casamento, uma carta estraga todos os planos do casal, e Jane aceita o pedido de casamento de outro rapaz. O romance teria inspirado o renomado romance Orgulho e Preconceito.

## Elenco
- Anne Hathaway ... Jane Austen
- James McAvoy ... Thomas Lefroy
- Julie Walters ... Sra. Austen
- James Cromwell ... Sr. Austen
- Maggie Smith ... Lady Gresham
- Joe Anderson ... Henry Austen
- Lucy Cohu ... Eliza de Feuillide
- Laurence Fox ... Sr. Wisley
- Anna Maxwell Martin ... Cassandra Austen
- Leo Bill ... John Warren
- Jessica Ashworth ... Lucy Lefroy
- Christopher McHallem ... Sr. Curtis
- Ian Richardson ... Juiz Langlois
- Alan Smyth ... Apresentador
- Sophie Vavasseur ... Jane Lefroy
- Faye Sewell ... Senhora no recital
- Helen McCrory ... Sra. Radcliffe

## Recepção
O Metacritic, que usa uma média ponderada, atribuiu ao filme uma pontuação de 55 em 100, baseado em 34 críticos, indicando críticas "mistas ou médias".